# 한국산림과학회
한국산림과학회(Korean Society of Forest Science)는 산림과학 전반에 관한 연구와 회원 상호간의 유기적인 화합을 도모하여 산림과학 및 임업 발전에 기여함을 목적으로 1960년 1월 14일에 한국임학회로 설립되었고, 2018년 1월 1일 학회 명칭이 한국산림과학회로 변경된 대한민국 산림청 소관의 사단법인으로 대한민국의 학술단체이다. 사무실은 서울특별시 동대문구 회기로 57 (청량리동, 국립산림과학원 나무병원동 2층)에 있다.

## 연혁
- 1960년 1월 14일 : 창립 총회, 서울대학교 농과대학 임학과 내에 학회 사무실 설치(초대회장 현신규)
- 1962년 2월 15일 : 학회지 "임업과 임학" 창간호 발행
- 1966년 2월 28일 : 학회지의 표제를 "한국임학회지"로 변경
- 1979년 11월 30일 : 창립 20주년 기념 학술강연회, 한국임학회 창립 20주년사 발간
- 1993년 2월 5일 : 창립 30주년 기념 논문색인집 발간
- 2000년 1월 1일 : 학회 사무실 국립산림과학원으로 이전
- 2000년 1월 14일 : 한국임학회 창립 40주년사 발간
- 2004년 4월 30일 : 사단법인 한국임학회 설립 등기(주무관청 : 산림청)
- 2010년 1월 14일 : 한국임학회 창립 50주년사 발간
- 2017년 4월 17일 : 한국임학회에서 한국산림과학회로 학회명칭 변경을 위한‘법인 정관 및 명칭변경’ 허가 완료(주무관청 : 산림청)
- 2020년 1월 14일 : 한국임학회 창립 60주년사 발간

## 주요 사업
- 회지의 발행(1년 4회 3월31일, 6월30일, 9월30일,12월31일 한국산림과학회지 발행, 1년 4회 3월31일, 6월30일, 9월30일, 12월31일 Forest Science and Technology 발행)
- 도서의 발간
- 연구발표회, 강연회, 심포지엄, 세미나 등의 개최
- 산림과학 연구의 장려와 포상
- 산림과학․임업에 관한 조사연구
- 기타 목적달성에 필요한 사업

## 발간 학회지 소개
- Forest Science and Technology지는 2005년 6월에 창간된 학술지로 2010년까지는 연 2회(6, 12월)발간되었으며, 2011년부터 현재까지는 연 4회(3, 6, 9, 12월) 발간되고 있다. 국제적인 학회지로 발전하기 위해 2011년부터 Taylor & Francis에서 발행하고 한 호에 10편 내외의 논문을 게재하고 있다. 2022년 12월 31일 현재 통권 60호가 발행되었다.
- 한국임학회지는 1961년 창간된 학술지로 연 4회(3, 6, 9, 12월) 발간되었고, 2018년 1월 1일부터 학회명칭 변경으로 한국산림과학회지로 변경되어 발간되고 있다. 2022년 12월 31일 현재 통권 241호까지 발행되었다. 창간호부터 최근호까지 논문을 학회 홈페이지에서 저자별, key word별로 검색이 가능하고 원문을 제공하고 있다.